# Emmanuel Akitani-Bob
Emmanuel Akitani-Bob, werkelijke naam Bob Emmanuel Akakpovi, (Aného, 18 juli 1930) is een Togolees staatsman.
Akitani-Bob volgde onderwijs in Frankrijk. Van 1951 tot 1959 studeerde hij wiskunde aan de Universiteit van Parijs en aan de Universiteit van Poitiers. In 1959 promoveerde hij. Sindsdien was hij als gediplomeerd ingenieur werkzaam voor diverse oliemaatschappijen, zoals BP. Van 1961 tot 1969 was hij adjunct-directeur, later directeur van de staatsmijnbouw- en geologiemaatschappij in Togo. Daarna bekleedde hij diverse hoge functies aan het ministerie van Mijnbouw.
Al op jonge leeftijd was hij politiek actief. Van 1950 tot 1956 was hij lid van de studentenvereniging Jeune Togo (Jong Togo) en de Federatie van Noord-Afrikaanse en Franse Studenten (FEANF). Van 1957 tot 1958 vervulde hij de functie van voorzitter van Jeune Togo. In de jaren '60 was hij lid van Unité Togolaise, een politieke partij.
In 2000 richtte Akitani-Bob de Parti des Forces du Changement (PFC). In 2003 was hij presidentskandidaat bij de verkiezingen. Deze werden echter gewonnen door Gnassingbé Eyadéma, die al sinds 1967 de scepter zwaaide over Togo.
Na het overlijden van president Eyadéma op 5 februari 2005, werden er verkiezingen uitgeschreven. Akitani-Bob gold als een van de belangrijkste oppositiekandidaten die het opnam tegen Faure Eyadéma (Faure Gnassingbé), zoon van president Eyadéma. De presidentsverkiezingen werden echter op 26 april 2005 gewonnen door Faure Eyadéma. Op 27 april 2005 riep Akitani-Bob, die de uitslag van de verkiezingen niet vertrouwde, zich uit als president van Togo.